# أنتوني بس

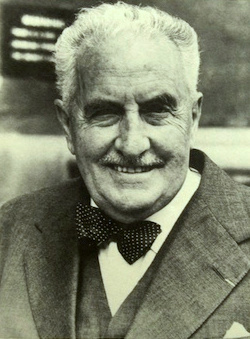

أنتوني بس (الفرنسية: Antonin Besse) (1951-1877) هو رجل أعمال فرنسي المولد أقام في عدن، حيث قضى معظم حياته البالغة وأسس فيها إمبراطورية تجارية يشار لها بالبنان، امتدت من أوروبا إلى أمريكا والحبشة وأصبح من أكبر رجال الأعمال الناجحين في مدينة عدن. تأسست كلية سانت أنتوني، أكسفورد في عام 1950 نتيجة للتبرع الكبير الذي قدمه للجامعة.

## النشأة
ولد أنتوني بيس في يونيو 1877م في قرقشونة، فرنسا. بعد وفاة والده، انتقل أنتوني البالغ من العمر 7 سنوات، إلى مونبلييه مع بقية أفراد أسرته بما في ذلك ستة أشقاء. لم يكن جيداً أكاديمياً، مما دفعه إلى التجنيد في الجيش عندما كان في الثامنة عشرة من عمره، حيث مكث فيه حتى بلغ عمره 22 عامًا.

## بداية حياته المهنية
بدأ أنتوني بعد ذلك في البحث عن عمل، ووقع عقدًا لمدة 3 سنوات للعمل ككاتب لدى باردي وشركاه (Bardey et Cie)، وهي دار تجارية فرنسية مقرها عدن، تصدر القهوة من اليمن. ولأنه كان مفلساً، فقد اقترض المال من صهره لشراء الملابس الاستوائية وكذلك لرحلة سفره إلى عدن. غادر مرسيليا على متن سفينة بخارية متجهة إلى عدن في أبريل 1899.عَملَ السيد أنطوني بكل جدّ وإخلاص في شركة باردي، وكان يستيقظ الساعة 4.30 صباحاً في أغلب الأحيان ويعَمَل بشكل متواصل حتى 6 مساءً. بغية تعلم كل شيء يمكن تعلمه حول البن اليمني وتجارته.

## الأعمال التجارية الخاصة
بعد انتهاء عقدِه مع الشركة، سافر إلى مدينة الحديدة وأَسّسَ لنفسه عملاً خاصاً به برأس مال اقترضه من صهره أيضاً، وكان ذلك في بداية عام 1902. في وقت لاحق من تلك السَنَة قفل راجعاً إلى فرنسا، حيث أثمرت مفاوضاته مع أحد المصارف الفرنسية بالحصول على قرض كبير، والذي مَكّنَه من تأسيس عمله الخاص في عدن، وأن يَدْفعُ لصهره كل المبالغ التي استدانها، وأحضر معه أخيه أميل إلى عدن لمُسَاعَدَته على إدارة العمل الذي أسسه في الحديدة. مع حلول عام 1904 وجد أنطوني نفسه يُكافحَ من أجل سداد المستحقات المالية للمصرف. واستطاع صهره - بمساعدة أحد المحامين - تسوية ديونه لدى المصرف بدفع أقساط مخفّضةِ ولكن قبل استحقاقها.

## الانشطة التجارية في عدن

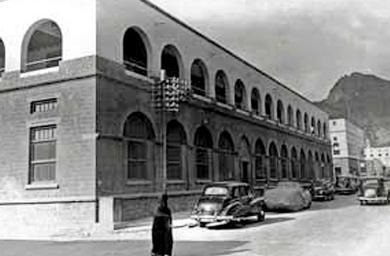
مقر شركة أ. بيس وشركاه ، عدن

بنى بيس مقر شركته في شارع عيدروس، كريتر، استمر المبنى مركزاً للعمليات حتى وفاته في عام 1951. يتكون الطابق الأرضي من المبنى من المستودعات والمتاجر، والطابق الثاني يتكون من المكاتب وغرف الموظفين وغرف الراحة، وعلى سطح الطابق الثالث شيد السيد انطوني شقة فخمة بكافة مستلزماتها مع مكتب مؤثث بأحدث طراز. في وقت لاحق، بنى فيلا مميزة وفريدة من نوعها على رأس مارشاج، كريتر. في وقت لاحق، قام السيد أنطوني ببناء فيللا مميزة وفريدة من نوعها فوق جبل معاشق في مدينة كريتر، وقد توالى على سكن هذه الفيلا بعد الاستقلال بعض قادة العهد الجديد الذي حكم جنوب اليمن.
شهد عام 1934م إطلاق مشاريع متنوعة، مثل مصنع للصابون في كريتر، نقل في العام التالي إلى معلا، حيث قام بتحديث آلات المصنع. في عام 1937 تم بناء مصنع آخر بجانب مصنع الصابون لإنتاج زيت جوز الهند ومصنع ثالث لإنتاج الجلسرين. كان أيضًا ناشطًا في بناء السفن وكان أول من قام بتثبيت محرك ديزل على سفن الإبحار المحلية (Dhows) في عدن، عام 1936م.
عندما سافر أنتوني إلى المكلا على متن سفينة شراعية، كانت رحلته بطيئة وغير مريحة، مما دفعه إلى تأسيس شركة طيران في عام 1936م برأس مال قدره خمسة آلاف جنيه، وسميت بـ الخطوط الجوية العربية - Arabian Airways، ويتألف الأسطول من طائرتين صغيرتين من أربعة مقاعد. كانت فكرته هي ربط ميناء عدن ومنطقة حضرموت، لكن إحدى الطائرات تحطمت بعد عام واحد من التشغيل واستبدلت بأخرى، ثم تحطمت الطائرة الثانية في مطار تريم في عام 1938م، وبسبب الخسائر التي تكبدها قرر إغلاق الشركة في العام التالي 1939م.
كانت شركته - أ. بيس وشركاه (عدن) المحدودة - وكيلًا للعديد من شركات التأمين وشركات الطيران وشركات الشحن. وتمكن أيضا للحصول على وكالة من الهولندية شركة رويال داتش شل ، التي أدرت عليه الكثير من الأرباح والثروة لإمبراطوريته التجارية.

## الحياة الشخصية
عندما عاد إلى فرنسا بداية 1907م، قابلَ بالصدفة على أحد القطارات الآنسة مارجريت هورتينس. واستمر الطرفان بالتواصل بواسطة الرسائل لمدة عام، تزوجا بعدها في أبريل 1908م. كانت مارجريت تنتمي إلى أسرة ارستقراطية ثرية وقد جلبت حظاً وافراً للسيد أنتوني. ولدت مريم روز آيه فيرناندي أول طفل لهما في 11 يناير 1909 في بروكسل. ولد أندريه، ابنهما الأكبر في يونيو بعد عامين في عام 1911. استثمرت مارغريت بكثافة في أعمال زوجها وأصبحت شريكًا له. زادت مبيعات القهوة سبع مرات في السنة الأولى من العمل، وبعد اندلاع الحرب العالمية الأولى تضاعفت ألفي مرة.
انتهى زواجه من مارجريت بالطلاق. في عام 1922م، أصبحت فلورنس هيلدا كراوثر زوجته الثانية وتوأم روحه حتى مماته. أنجب منها ولدين: بيتر وأنطونين، وثلاث بنات: أريان وجوي ومنى. والابن الثاني (توني) هو الذي استخلفه الأب قبل مماته لتسيير أعماله التجارية (بعد عام 1951م)، حيث برع هذا الابن في تطوير أعمال أبيه. أنتونين بيسي الثاني كذلك راعٍ ونائب فخري لرئيس كليات العالم المتحدة.
و الجدير بالذكر أن (توني بس الابن) هو الشخص الذي يتذكره الرعيل الثاني من أبناء عدن ويخلطون أحياناً بينه وبين أبيه بسبب تشابه نطق اسميهما.

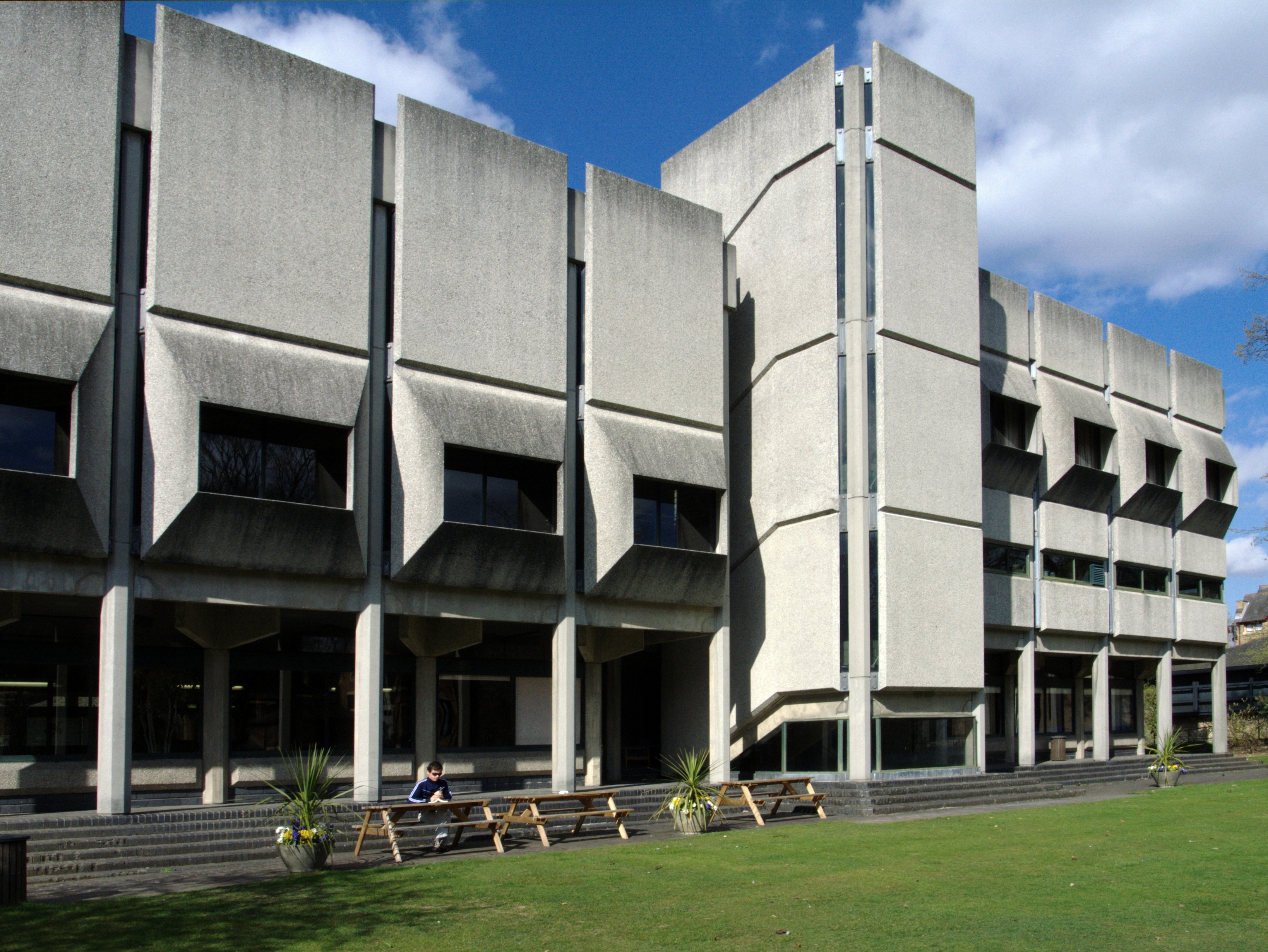
مبنى بيس ، كلية سانت أنتوني

أسس أنتوني بيس كلية St Antony's College في أوكسفورد عام 1950، ووهب عددًا من كليات أكسفورد الأخرى. كما قدم هدايا للمتحف البريطاني، و مُنح لاحقاً لقب فارس من الحكومة البريطانية بموافقة شارل ديغول.

## وفاته
تعرض السير أنتونين بيس لسكتة دماغية في صيف عام 1948، وبعد ثلاث سنوات، توفي في غوردونستون في 2 يوليو 1951، عن عمر 74 عامًا. وبحلول ذلك الوقت كان قد عهد لابنه أنطوني بيس الثاني بإدارة إمبراطوريته التجارية التوسعية الذي طور العمل بذكاء حتى استقلال عدن واليمن الجنوبي عام 1967م وإنفاذ قانون التأميم.